# Richard Saul Wurman

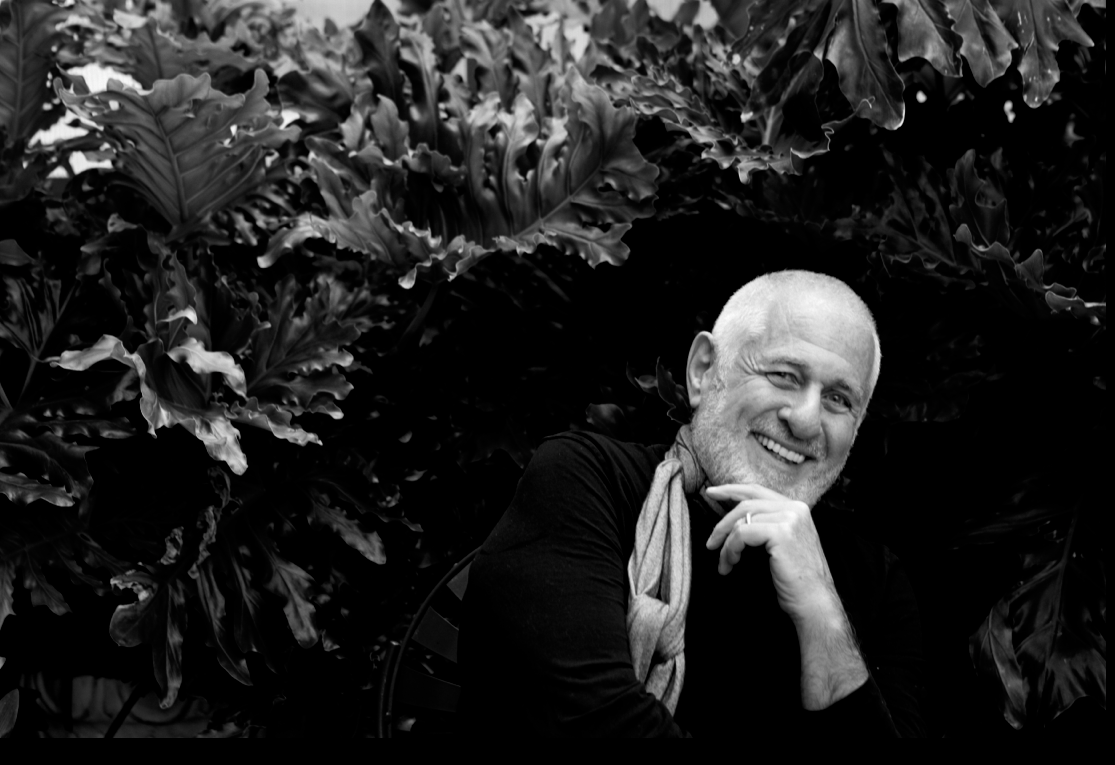
Richard Saul Wurman

Richard Saul Wurman (1935) is een architect en grafisch ontwerper, bedenker van de term "Information Architecture" en pionier op het gebied van het begrijpelijk presenteren van informatie. Hij was in 1984 de grondlegger van de TED-conferentie in Californië.

## Studie en leerstoelen
Wurman studeerde in 1959 cum laude af in architectuur aan de universiteit van Pennsylvania.

Hij heeft in de loop der jaren college gegeven aan diverse universiteiten, waaronder de Princeton-universiteit, de Universiteit van Cambridge, de Universiteit van Pennsylvania, de Columbia-universiteit, de Universiteit van Californië in Los Angeles en de Cornell-universiteit.

## Publicaties
Wurman heeft 83 boeken geschreven. De eerste twee verschenen in 1962. In 1981 richtte hij in Los Angeles ''Access Press" op en creëerde een serie reisboeken en gidsen van sportevenementen en andere complexe onderwerpen zoals financiën en gezondheidszorg. In 1987 richtte hij in San Francisco "The Understanding Business" op en ontwikkelde nieuwe vormen voor telefoonboeken, wegatlassen en gidsen van luchtvaartmaatschappijen. Hij scheef de bestseller "Information Anxiety" die in 1989 gepubliceerd werd. In 2000 verscheen het vervolg hierop "Information Anxiety2". Verscheidene van zijn boeken zijn opgenomen in de permanente collectie van het Museum of Modern Art in New York.

## Conferenties
In 1972 leidde Wurman de International Design Conference in Aspen, Colorado. In 1973 was hij medevoorzitter van de eerste Federal Design Assembly en in 1976 van de National AIA Covention. In 1984 richtte hij samen met Harry Marks TED "Technology, Entertainment, Design" op. Na de eerste -verliesgevende- conferentie duurde het 6 jaar voordat men het opnieuw probeerde. Wurman organiseerde TED vanaf 1990 jaarlijks in Monterey, Californië, tot hij de conferentie in 2001 verkocht aan de Sapling Foundation van ex-tijdschriftenuitgever Chris Anderson, waarna hij in 2002 definitief afscheid nam. Hiernaast initieerde hij in 1995 de TEDMED-conferenties en was oprichter en/of voorzitter van California 101, TEDSELL, TEDNYC, TED4Kobe in Japan and TEDCity in Toronto.

## Prijzen en andere erkenning
Wurman ontving (onder andere) in 1969 een Guggenheim Fellowship, in 1992 de Stars of Design Lifetime Achievement Award, in 1996 de Chrysler Design Award en in 2004 de AIGA Gold Medal. In 1994 werd hij benoemd tot "fellow" van het World Economic Forum in Davos, Zwitserland. In 2003 werd hij opgenomen in de Art Directors Club Hall of Fame. Wurman heeft drie eredoctoraten.
- Bibliothèque nationale de France: cb15046500h (data)
- Catàleg d'autoritats de noms i títols de Catalunya: 981058519300706706
- CiNii: DA00218989
- Gemeinsame Normdatei: 12940859X
- International Standard Name Identifier: 0000 0001 2103 7062
- Library of Congress Control Number: n79054879
- Nationale Bibliotheek van Letland: 000243752
- Bibliotheek van het Japanse parlement: 00461518
- Nationale Bibliotheek van Tsjechië: ntk20211099466
- Nationale Bibliotheek van Israël: 987007279062005171
- Nederlandse Thesaurus van Auteursnamen: 072816147
- SNAC: w68s4s7d
- Système universitaire de documentation: 128185716
- Union List of Artist Names: 500222770
- Virtual International Authority File: 108178371
- WorldCat: E39PBJhdcjxWhvvPYFfjty6qcP